# Rhipsalis baccifera
Rhipsalis baccifera, és una espècie de cactus epífit que és l'única espècie de cactus que es troba de manera natural també fora d'Amèrica, concretament a l'Àfrica Tropical, Madagascar i Sri Lanka, probablement els ocells migradors van transportar les llavors o propàguls d'aquest cactus. La seva distribució a Amèrica comprèn Amèrica central i Amèrica del Sud incloent el Carib i Florida.

## Taxonomia
Aquesta espècie mostra polimorfisme i es pot dividir en nombroses subespècies. Els espècimens mesoamericans són normalment tetraploides i els d'Amèrica del Sud són diploides. Té molts noms obsolets que inclouen: 
| - Cactus caripensis - Cactus fasciculatus - Cactus pendulus - Cassytha baccifera - Cassytha filiformis - Hariota fasciculata - Rhipsalis baccifera ssp. fasciculata - Rhipsalis baccifera ssp. rhodocarpa | - Rhipsalis bartlettii - Rhipsalis caripensis - Rhipsalis cassutha - Rhipsalis cassuthopsis - Rhipsalis cassytha var. rhodocarpa - Rhipsalis cassythoides - Rhipsalis dichotoma - Rhipsalis fasciculata | - Rhipsalis heptagona - Rhipsalis hookeriana - Rhipsalis hylaea - Rhipsalis madagascariensis - Rhipsalis mesembryanthoides - Rhipsalis minutiflora - Rhipsalis neocassutha - Rhipsalis parasitica | - Rhipsalis parasitica - Rhipsalis pilosa - Rhipsalis undulata - Rhipsalis suarensis - Rhipsalis suareziana |

## Galeria

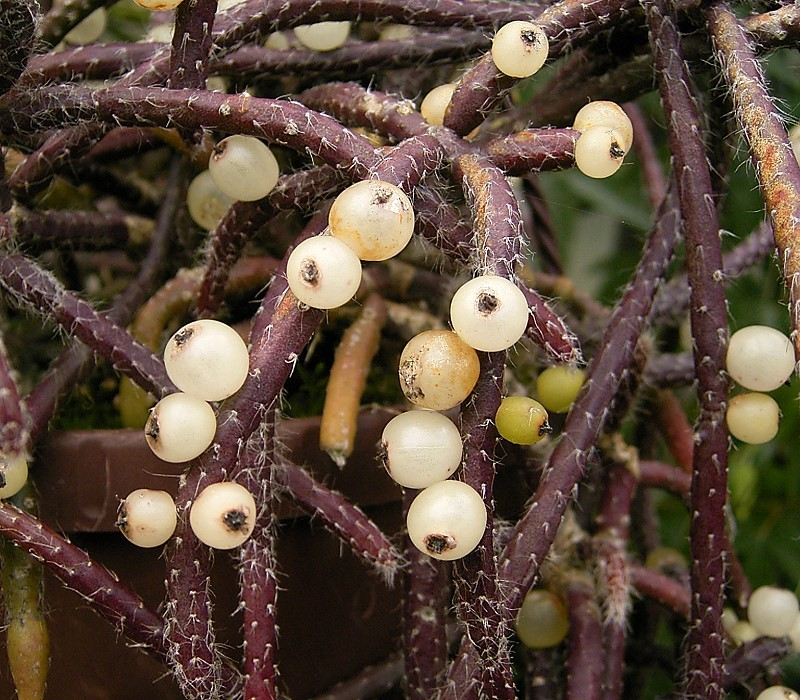
Fruit
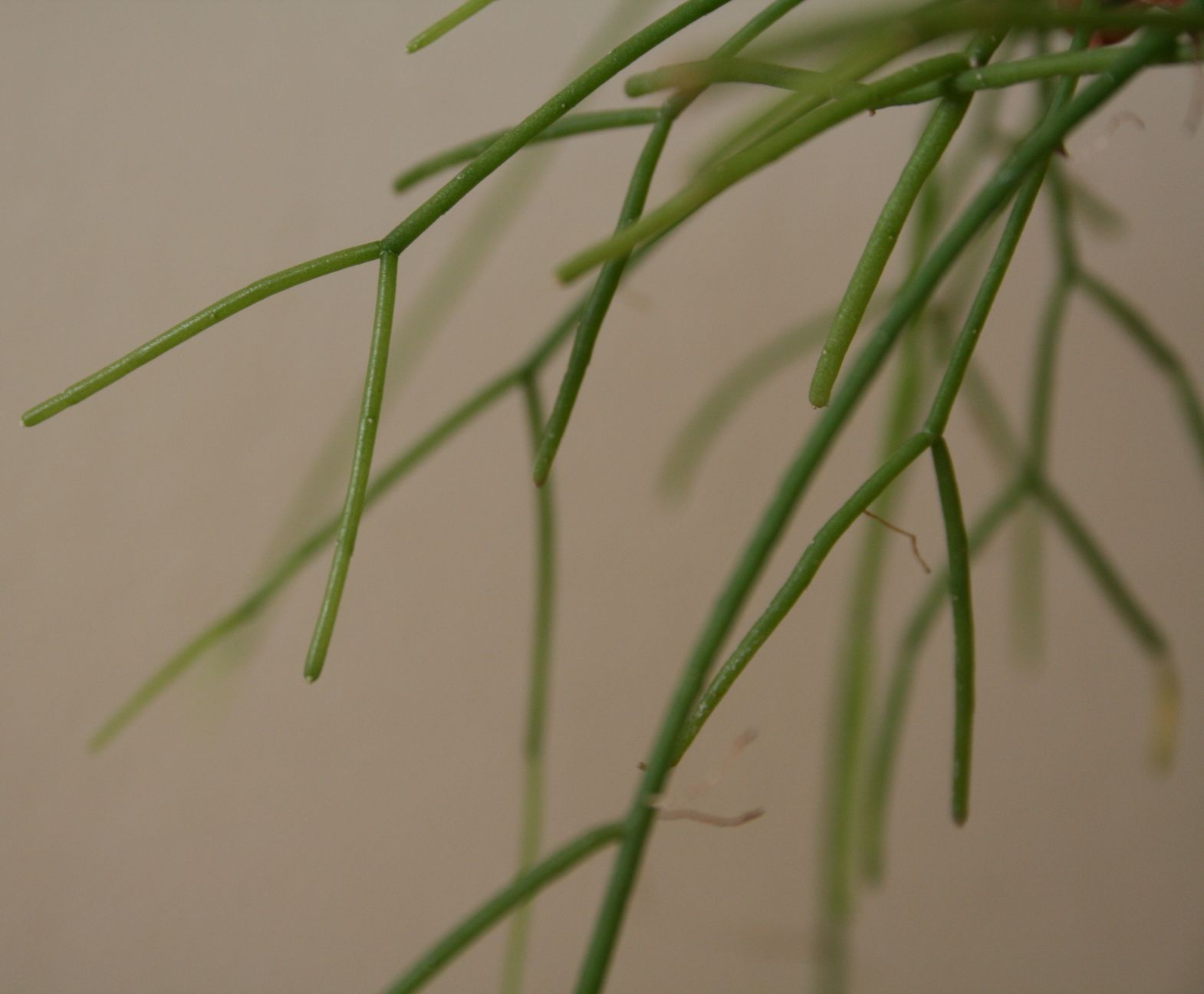
Branques
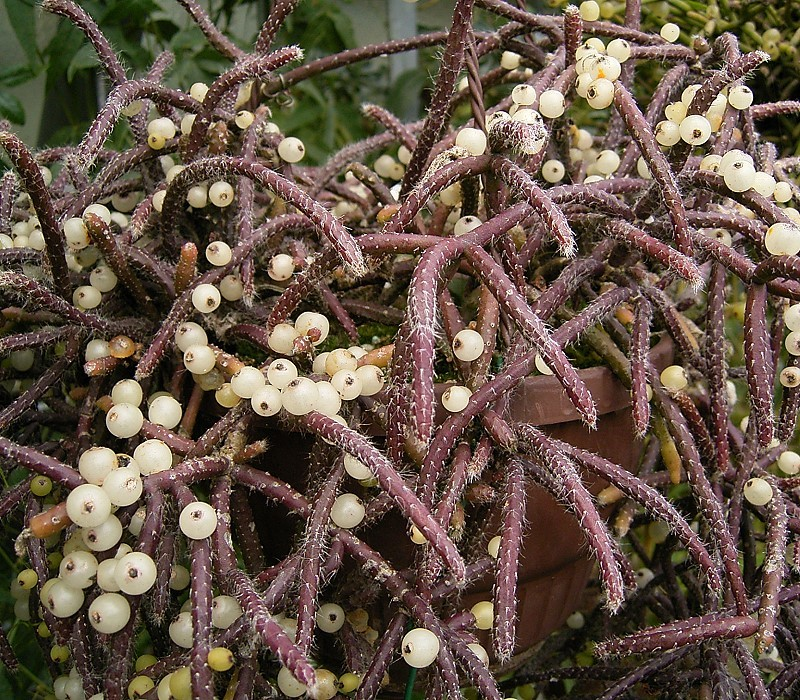
Branques
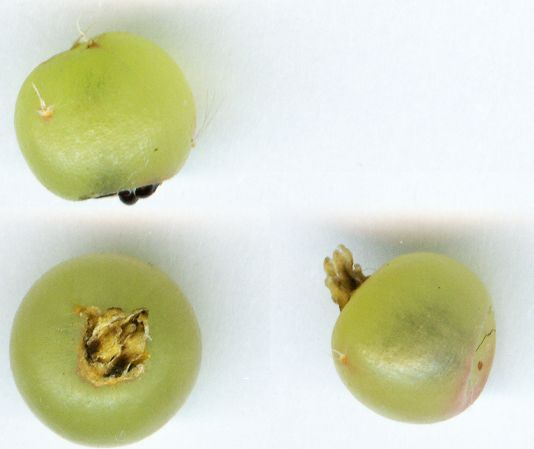
Fruit